# Fatellapur
Fatellapur é uma vila no distrito de Murshidabad, no estado indiano de Bengala Ocidental.

## Demografia
Segundo o censo de 2001, Fatellapur tinha uma população de 5574 habitantes. Os indivíduos do sexo masculino constituem 49% da população e os do sexo feminino 51%. Fatellapur tem uma taxa de literacia de 50%, inferior à média nacional de 59,5%: a literacia no sexo masculino é de 59% e no sexo feminino é de 41%. Em Fatellapur, 21% da população está abaixo dos 6 anos de idade.